# Angelo Badalamenti
Angelo Daniele Badalamenti (* 22. März 1937 in New York City, New York; † 11. Dezember 2022 in Lincoln Park, New Jersey) war ein US-amerikanischer Komponist italienischer Abstammung. Große Bekanntheit erlangte er insbesondere als Filmkomponist durch seine langjährige Zusammenarbeit mit dem Regisseur David Lynch. Daneben arbeitete er als Arrangeur, Komponist und Produzent mit berühmten Pop-, Rock-, und Jazzkünstlern zusammen.

## Leben
Badalamenti wuchs im New Yorker Stadtteil Bensonhurst als zweites von vier Kindern einer Einwandererfamilie aus Sizilien auf. Mit acht Jahren begann er das Klavierspiel zu erlernen, später auch andere Instrumente. Er studierte zunächst zwei Jahre Musik an der Eastman School of Music, dann an der Manhattan School of Music, wo er Bachelor- und Master-Abschlüsse erwarb. Nach seinem Master im Jahr 1960 arbeitete er zunächst einige Jahre als Musiklehrer. Mitte der 1960er-Jahre schrieb er ein Weihnachts-Musikprogramm für seine Schüler, dessen Aufführung über Umwege im lokalen Fernsehprogramm ausgestrahlt wurde und die Aufmerksamkeit eines Musikverlegers aus Manhattan erreichte. Er bot Badalamenti einen Job bei sich an. Fortan arbeitete Badalamenti als Musikproduzent und Komponist.
Einige seiner ersten Songs verfasste er für Nina Simone, beispielsweise I Hold No Grudge von 1965. 1968 schrieb er für Nancy Wilson das bekannte Lied Face It, Girl, It’s Over. Damals verwendete er noch das Synonym Andy Badele. Im Laufe seiner Karriere arrangierte, produzierte oder komponierte er für berühmte Musiker wie David Bowie (als Arrangeur bei dessen Version des Gershwin-Songs A Foggy Day), Paul McCartney, Pet Shop Boys (1987 als Arrangeur bei dem Song It Couldn’t Happen Here aus dem Album Actually), Dusty Springfield, Anthrax, Michael Jackson, Marianne Faithfull, Dolores O’Riordan, Siouxsie Sioux und Madeleine Peyroux. 1996 brachte Badalamenti gemeinsam mit Tim Booth, dem Sänger der Britpop-Band James, das atmosphärisch-poppige Album „Booth and the Bad Angel“ heraus, bei dem er das Keyboard und die Orchestrierung sowie gemeinsam mit Booth das Songwriting und Produktion übernahm, und das Gastauftritte von Brian Eno und Bernard Butler enthält.
Bereits 1973 schrieb Badalamenti seine erste Filmmusik für den Actionfilm Jagd auf linke Brüder von Ossie Davis, ein Jahr später komponierte er für Ivan Passers Tragikomödie Law and Disorder. Danach schrieb er auch für verschiedene Fernsehproduktionen. Seinen Durchbruch im Filmgeschäft erreichte er jedoch erst ab 1986 durch die Zusammenarbeit mit dem Regisseur David Lynch, dessen Filme danach beinahe ausnahmslos von ihm vertont wurden. Regisseur und Komponist sind hier ähnlich eng verbunden wie Alfred Hitchcock und Bernard Herrmann, Sergio Leone und Ennio Morricone, Federico Fellini und Nino Rota, Steven Spielberg und John Williams, Rainer Werner Fassbinder und Peer Raben oder Tim Burton und Danny Elfman. Lynch äußerte, dass Badalamentis Musik nicht nur eine „tiefe und kraftvolle Schönheit“ innewohne, sondern dass er und Badalamenti sich auch schnell einig seien, welche Musik zu Lynchs Vision des Filmes passe. So setze er sich neben dem am Klavier sitzenden Badalamenti und erzähle ihm von dem geplanten Film, woraufhin er spontan „spiele, was ich sage“.
Die Zusammenarbeit zwischen den beiden begann eher zufällig, anfangs war Badalamenti bei Lynchs Thriller Blue Velvet nur als Gesangslehrer von Hauptdarstellerin Isabella Rossellini engagiert. Am Ende komponierte er fast die gesamte Filmmusik. Als seine wahrscheinlich bekannteste Musik gilt sein Soundtracks zu David Lynchs Serie Twin Peaks, für den er 1991 den Grammy in der Kategorie „Pop – Instrumentaldarbietung“ gewann, und zum Film Twin Peaks, einem Prequel zur Serie. Auf Basis dieser Kompositionen schrieben und produzierten Lynch und Badalamenti 1989 und 1993 zwei Alben von Julee Cruise, die in Twin Peaks mit einigen der Songs als Nachtclubsängerin zu sehen und zu hören ist. 1993 wurde er für die Beste Musik mit dem Saturn Award ausgezeichnet. Ebenso erhielt er für die Musik des Twin-Peaks-Films bei den Independent Spirit Awards die Auszeichnung in der Kategorie Best Original Score. Die Musik zu Lynchs Filmen ist mit ihren stets schweren, geradezu erdrückenden Streichern und jazzig-melancholischen Stücken eine unverzichtbare Stütze für dessen düsteren Filmkosmos. Ähnlich wie Lynch hegte Badalamenti eine Begeisterung für die Film noirs der 1940er- und 1950er-Jahre. Eine musikalische Ausnahme in der Zusammenarbeit von Lynch und Badalamenti bildet Eine wahre Geschichte – The Straight Story: Dieses nicht nur musikalische Kleinod lebt zu großen Teilen von Badalamentis Dialogen der Soloinstrumente Gitarre, Bratsche und Cello vor einem ruhigen Orchester.
Die Musik Badalamentis zu anderen Filmen weicht stilistisch teilweise deutlich von der Musik zu Twin Peaks ab. Er arbeitete mit weiteren renommierten Regisseuren wie Jane Campion, Danny Boyle, Jean-Pierre Jeunet und (bei gleich drei Filmen) Paul Schrader. Für Die Stadt der verlorenen Kinder wählte er unter anderem sehr verspielte Themen, während einige Stücke aus The Beach an seine Zeit als Popmusik-Produzent erinnern. Für das US-Remake von Dark Water komponierte er die Filmmusik. Für den russischen Spielfilm Stalingrad komponierte er 2013 wiederum eine sehr klassische Filmmusik. 2005 lieferte Badalamenti die musikalische Untermalung des Videospiels Fahrenheit, das von seiner Inszenierung her einem Spielfilm ähnelt. Ein außergewöhnlicher Auftrag für ihn war die Komposition des Eröffnungsthemas für die Olympischen Sommerspiele 1992 in Barcelona.
Gelegentlich war Badalamenti auch als Schauspieler in kleinen Filmrollen zu sehen, so in Lynchs Kinofilm Mulholland Drive – Straße der Finsternis als Mafiaboss namens Luigi Castigliane und in Blue Velvet als Barpianist.
Badalamenti bewies sich im Laufe seiner Karriere als ausgesprochen vielseitiger Komponist, der verschiedene Stile und Genres wie Pop, Jazz, Rock sowie sinfonische und elektronische Filmmusik beherrschte. Das Spektrum von Badalamentis Werk wird mit dem des portugiesischen Musikers und Komponisten Rodrigo Leão verglichen.
Trotz seiner Popularität sah sich Badalamenti innerhalb des Musik- und Filmgeschäfts eher als Außenseiter, der nur ausgewählt öffentliche Auftritte absolvierte und als passionierter Golfspieler in der Kleinstadt Lincoln Park in New Jersey lebte. Bei seinem Tod im Dezember 2022 hinterließ er seine Ehefrau Lonny, mit der er seit 1968 verheiratet war, seine Tochter Danielle, und vier Enkelkinder.

## Filmografie (Auswahl)
- 1973: Jagd auf linke Brüder (Gordon’s War)
- 1974: Law and Disorder
- 1986: Blue Velvet
- 1987: Nightmare III – Freddy Krueger lebt (A Nightmare on Elm Street 3: Dream Warriors)
- 1989: Schöne Bescherung (National Lampoon’s Christmas Vacation)
- 1990: Wild at Heart – Die Geschichte von Sailor und Lula (Wild at Heart)
- 1990: Industrial Symphony No. 1: The Dream of the Brokenhearted (US: Gold)[16]
- 1990–1991: Twin Peaks (Das Geheimnis von Twin Peaks, der Pilotfilm und die Fernsehserie) – (Grammy-Award, US: Gold)
- 1992: Twin Peaks – Der Film (Twin Peaks: Fire walk with me)
- 1992: On the Air (Fernsehserie, 7 Folgen)
- 1993: Hotel Room (Fernsehserie, 3 Folgen)
- 1995: Die Stadt der verlorenen Kinder (La Cité des enfants perdus)
- 1997: Lost Highway
- 1999: Eine wahre Geschichte – The Straight Story (The Straight Story)
- 1999: Arlington Road
- 1999: Holy Smoke
- 1999: Forever Mine – Eine verhängnisvolle Liebe (Forever Mine)
- 2000: The Beach
- 2001: Mulholland Drive – Straße der Finsternis (Mulholland Drive)
- 2002: Auto Focus
- 2002: L’adversaire
- 2002: Cabin Fever
- 2002: Secretary
- 2003: Gefährliche Liebschaften (Les Liaisons dangereuses) (Fernsehzweiteiler)
- 2003: Son frère
- 2003: Resistance
- 2004: Mathilde – Eine große Liebe (Un long dimanche de fiançailles)
- 2004: Evilenko
- 2005: Dark Water – Dunkle Wasser (Dark Water)
- 2005: Napola – Elite für den Führer (nur Themen)
- 2006: The Wicker Man
- 2008: The Edge of Love
- 2009: 44 Inch Chest – Mehr Platz braucht Rache nicht (44 Inch Chest)
- 2010: A Woman
- 2011: Der Kuss des Schmetterlings (Un baiser papillon)
- 2012: Saiten des Lebens (A Late Quartett)
- 2013: Stalingrad
- 2015: Guldkysten
- 2016: The Wait
- 2017: Twin Peaks (Neuauflage der Fernsehserie)
- 2018: Between World
- 2019: Koi
- 2020: Here After

## Auszeichnungen
- 1991: Grammy Awards – Best Pop Instrumental Performance für die Titelmelodie von Twin Peaks[17]
- 2005: World Soundtrack Awards – Soundtrack Composer of the Year für Mathilde – Eine große Liebe[18]
- 2008: World Soundtrack Awards – Lifetime Achievement Award[19]
- 2011: ASCAP – Henry Mancini Award[20]
- 2017: Aufnahme in die Academy of Motion Picture Arts and Sciences (AMPAS), die jährlich die Oscars vergibt.[21]